# New Concord (метеорит)
New Concord — метеорит-хондрит весом 226700 грамм. Упал 1 мая 1860 года в Огайо, США. При падении убил лошадь.